# Henk de Velde
Henk de Velde (Wilsum, 12 januari 1949 – Lelystad, 3 november 2022) was een Nederlands zeezeiler. Hij was vooral bekend van zijn lange solotochten over de oceanen.

## Biografie
De Velde werd geboren in Wilsum en groeide op in IJsselmuiden. Hij ging op zijn vijftiende mee op zee als lichtmatroos en werkte in de koopvaardij. Op zijn negentiende haalde hij zijn stuurmanspapieren op de Zeevaartschool in Amsterdam. In 1978 werd hij kapitein, maar datzelfde jaar nam hij ontslag en begon aan zijn eerste wereldreis met zijn toenmalige vrouw, Gini. Die reis duurde uiteindelijk zeven jaar. Op Paaseiland werd in 1981 hun zoon geboren. In 1985 kwam hij, na de scheiding van zijn vrouw in Zuid-Afrika, alleen terug in Nederland.
De Velde overleed in november 2022, na geruime tijd ziek geweest te zijn.

### Zeilreizen
In 1989 verbeterde De Velde net niet het wereldrecord solo rond de wereld zeilen: hij deed 158 dagen over de rondtocht, het wereldrecord stond op 150 dagen.
Zijn derde reis, in 1992, werd uitgezonden in de 5 Uur Show van Viola Holt en Catherine Keyl. Aan het eind van zijn reis raakte De Velde vermist doordat de stroom op zijn boot uitviel en hij geen contact meer kon maken met de buitenwereld. Enkele dagen voor hij zou terugkomen, raakte zijn schip betrokken bij een aanvaring met een container. Hij werd gered door een Russisch schip. Met een dubbele schedelbasisfractuur werd hij opgenomen in het ziekenhuis.
In 1996 deed De Velde opnieuw een poging het wereldrecord solo rond de wereld te verbeteren, dat inmiddels op 109 dagen stond. Door pech met de wind deed hij uiteindelijk 119 dagen over deze tocht.
Vanaf 2001 deed De Velde een poging om via de Noordoostelijke Doorvaart boven Rusland van de Noordpool naar de Zuidpool te varen. Na in Moermansk een visum geweigerd te worden, zeilde hij 20.000 mijl om in 2003 in de Beringzee uit te komen. Hij moest 10 maanden overwinteren in Tiksi in Noord-Siberië (Hoge Noorden). In 2004 waren zijn roeren gekraakt door het pakijs en werd hij daarom gered door de Russische atoomijsbreker Vajgatsj en het vrachtschip Joeri Arsjenevski, die hem om Kaap Tsjeljoeskin heen trokken. In december 2004 meerde hij zijn schip weer af in IJmuiden.
In Nederland gaf hij veel lezingen en interviews over zijn vorige reizen, en over zijn nieuwe reis, de Never Ending Voyage. Tijdens deze zeiltocht wilde hij langs de vele (onbewoonde) eilanden varen die nog niet door Boudewijn Büch (Nederlands schrijver en televisiepresentator van reisprogramma's) waren bezocht. In een aantal tv-programma's - waaronder Pauw & Witteman - gaf hij aan dat zijn schip, de trimaran Juniper, niet naar Nederland zou terugkeren.
De Velde vertrok op 26 september 2007 om 13.00 uur vanuit IJmuiden voor zijn Never Ending Voyage. Hij zeilde naar Argentinië. Begin 2008 brak zijn mast. Met een nieuwe mast zeilde hij in 2009 en 2010 via Australië naar Japan. In april 2010 kwam hij een maand naar Nederland voor de uitgave van zijn nieuwste boek. Daarna zeilde hij naar de Beringzee en Alaska. In januari 2011 nam hij het besluit toch terug te zeilen naar Nederland.

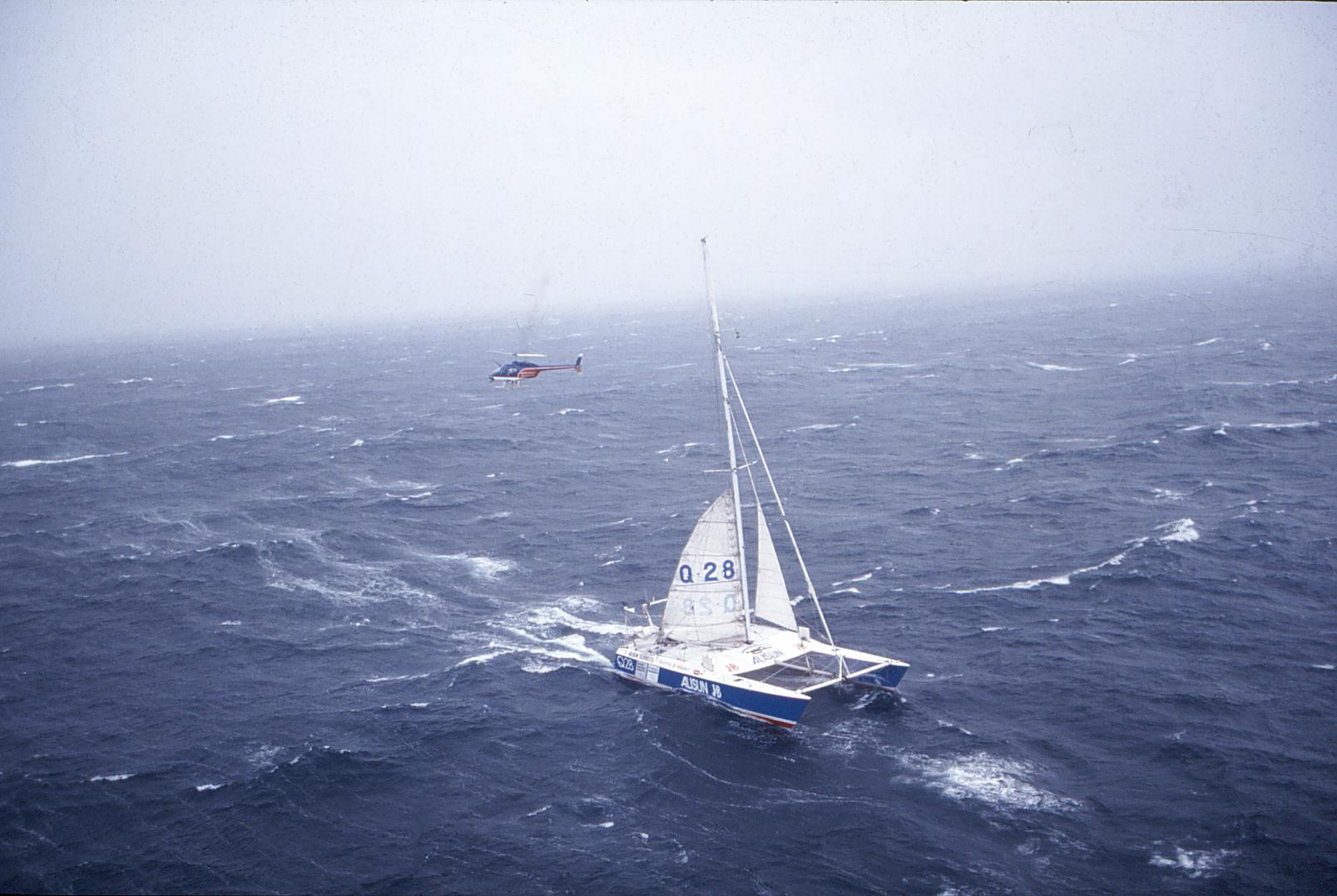
Alisun J&B
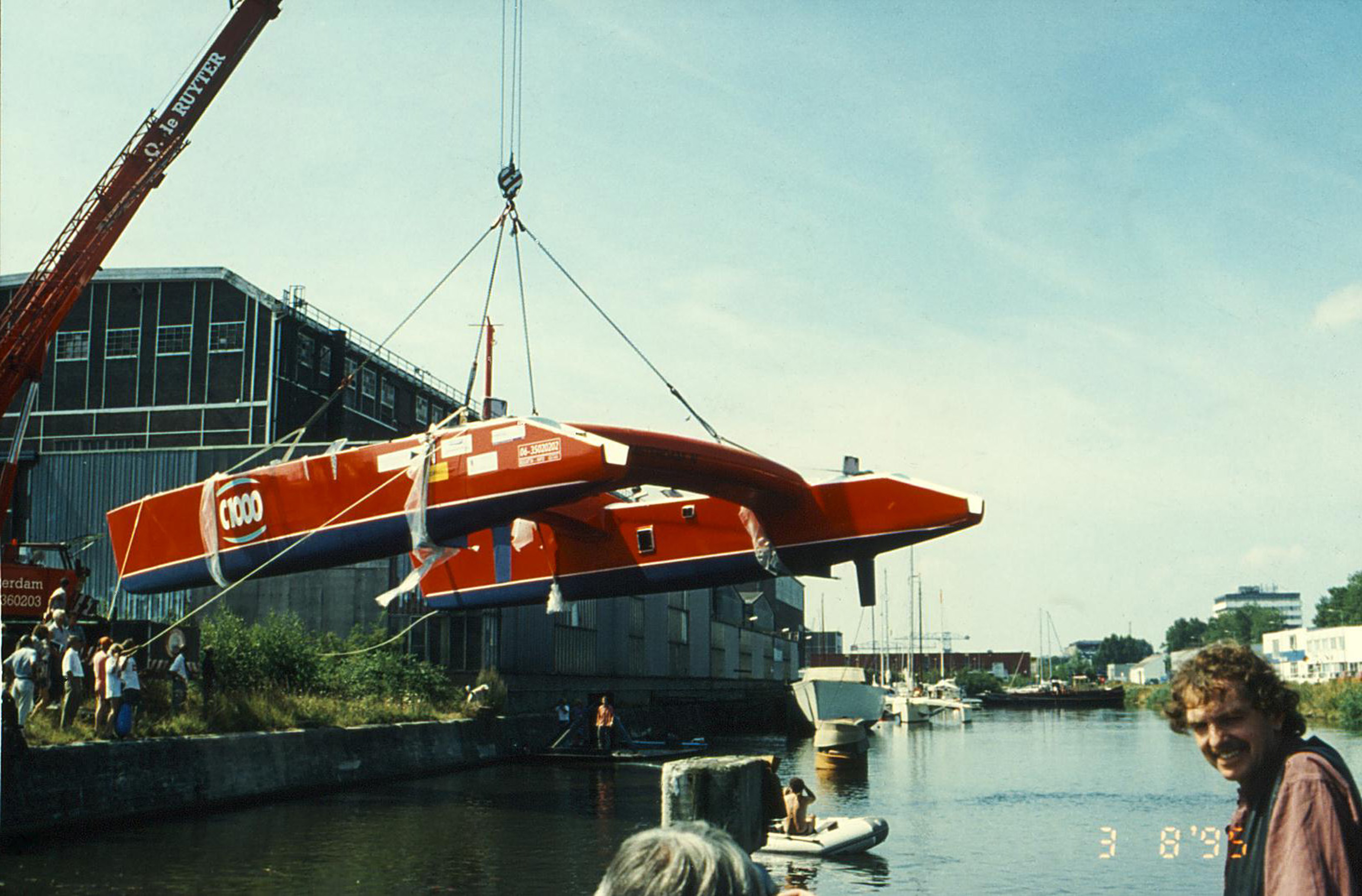
Catamaran C1000
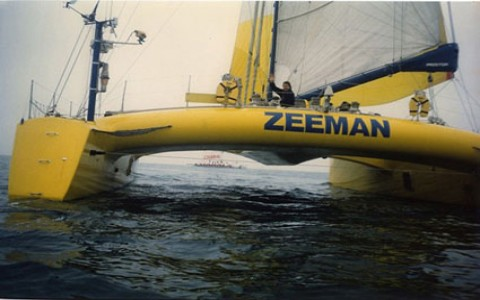
Catamaran Zeeman
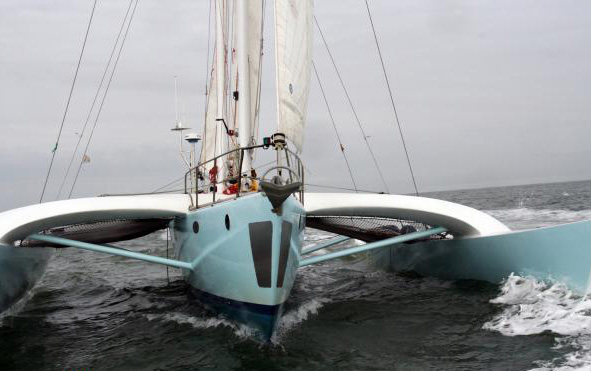
52 ft trimaran Juniper